# Ritorno alla vita (film 1933)
Ritorno alla vita (Counsellor at Law) è un film del 1933 diretto da William Wyler. La sceneggiatura di Elmer Rice si basa su Counsellor-at-Law, un suo lavoro teatrale che era stato presentato con successo a Broadway il 6 novembre 1931.

## Riprese
La lavorazione del film, prodotto dall'Universal Pictures, durò fino al 21 ottobre 1933.

## Curiosità
Il futuro regista Vincent Sherman (1906–2006), vi fece il suo debutto come attore.

## Distribuzione
Il copyright del film, richiesto dalla Universal Pictures Corp., fu registrato l 25 dicembre 1933 con il numero LP4314.